# Este (Fluss)

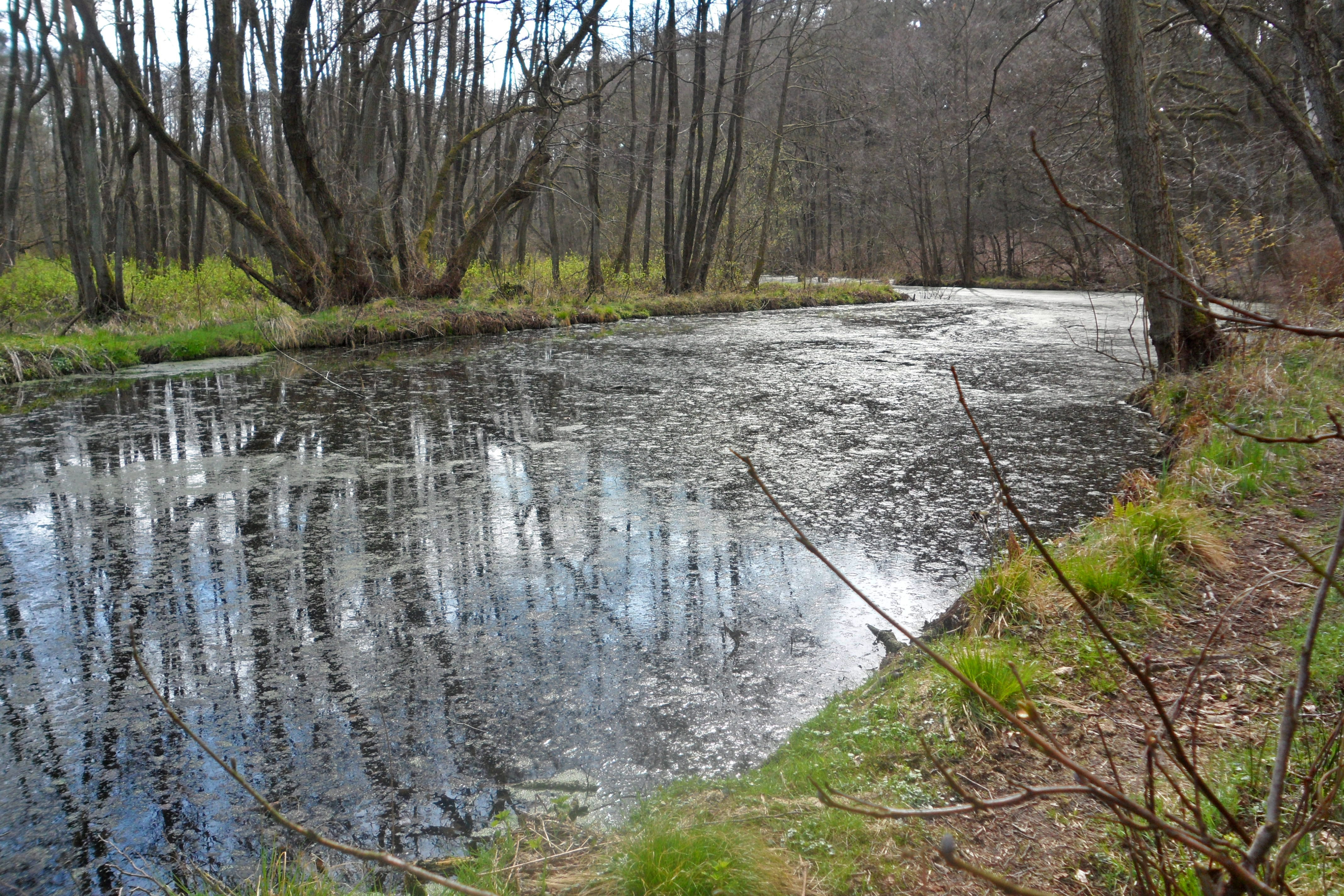
Obere Este bei Nindorf

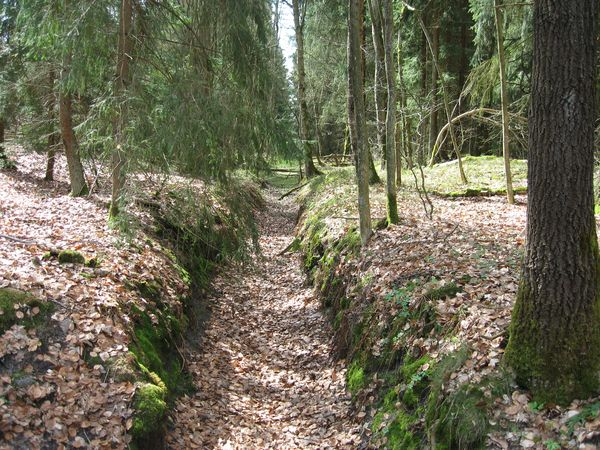
Das trockene Flussbett kurz oberhalb von Cordshagen im April 2010

Das Estewehr am Hafen in Buxtehude, ab diesem Punkt macht sich der Tideeinfluss bemerkbar

Die 62,3 km lange Este [ˈɛstə] (Niederdeutsch Eest) ist ein linker Nebenfluss der Elbe in Niedersachsen und Hamburg.

## Name
In den ersten schriftlichen Erwähnungen wird die Este als Eschete bezeichnet. Vermutlich ist die Esche (germanisch *aski-) Nennungsmotiv des Flusses.

## Geographie
Die Quelle der Este liegt am Westrand des Naturschutzgebietes Lüneburger Heide unweit der B 3 bei Wintermoor an der Chaussee, einem Ortsteil von Schneverdingen. Von dort aus fließt sie in nördlicher Richtung nach Welle, wo sie zwischen den Harburger Bergen im Osten und dem Otterberg im Westen hindurchfließt. Ständig Wasser führt die Este erst ab Cordshagen. Weiter in dieser Richtung durchfließt sie Kakenstorf, Hollenstedt, Moisburg und Buxtehude. Wenige Kilometer weiter nordöstlich durchquert die Este das Alte Land und mündet rd. 2 km nach der Landesgrenze von Hamburg bei Cranz in die Elbe (Mühlenberger Loch) mit km 12,77. Nur wenige Kilometer von der Quelle entfernt entspringt auch die Wümme, die allerdings über die Lesum in die Weser mündet.
Im Landkreis Harburg ist ein großer Teil des Estetals als Naturschutzgebiet „Estetal“ ausgewiesen. Im Landkreis Stade sind zwei Abschnitte des Flusses als Naturschutzgebiet ausgewiesen: Das Naturschutzgebiet „Unteres Estetal“ zwischen der Kreisgrenze bei Moisburg und Buxtehude, das direkt an das Naturschutzgebiet „Estetal“ anschließt, und das Naturschutzgebiet „Tide-Este“ unterhalb von Buxtehude.

## Zustand
Die Este hat eine relevante Funktion für die Kulturfolgelandschaft der Heide.
Durch das Nichtvorhandensein von Feuchtgebieten erhöht sich die Sedimenteintragung kontinuierlich, so dass die Este kaum noch eine Funktion als Habitat im Sinne der Europäischen Wasserrahmenrichtlinie erfüllen kann.
Durch Baumaßnahmen in Moisburg und Buxtehude wurde die Fließgeschwindigkeit der Este weiter herabgesetzt, so dass der Sedimenteintrag weiter zunimmt. Die Este hat durchgehend die Gewässergüteklasse II: mäßig belastet (betamesosaprob).

## Obere Este
Oberhalb Buxtehudes ist die Este ein sommerkalter Heidebach mit Salmonidenbestand. Drei Arten Rundmäuler kommen vor: Meer-, Fluss- und Bachneunaugen. In Buxtehude gibt es zwei Querbauwerke, die mit Fischtreppen versehen sind. In Moisburg besteht durch die Mühle das dritte Querbauwerk, auch mit einer Fischtreppe versehen. Dem Oberlauf der Este fließen viele kleinere Bäche zu, wie z. B. der Staersbach, der Moisburger Bach und die Appelbeke. Seit jüngster Vergangenheit werden Anstrengungen zur Renaturierung der Este und ihrer Zuläufe unternommen. Hierbei werden die einst begradigten Flussläufe zurückversetzt und naturnäher gestaltet.

## Untere Este
Die Este (Es) ist von der Mündung bis zum Unterwasser der Schleuse (km 0,25) am Buxtehuder Hafen eine Bundeswasserstraße der Klasse I, auf der die Seeschifffahrtsstraßen-Ordnung gilt. Zuständig ist das Wasserstraßen- und Schifffahrtsamt Hamburg. Mitte des 19. Jahrhunderts und in der ersten Hälfte des 20. Jahrhunderts waren wegen des starken Schiffsverkehrs vor allem umfangreiche Ufersicherungsmaßnahmen erforderlich.
Ab ca. 2 km unterhalb von Buxtehude bis zur Hamburger Landesgrenze (Ortsteil Cranz) läuft der Fluss auf Jorker Gebiet. Die Schiffbarkeit ist jedoch von der Tide abhängig. Oberhalb von Estebrügge treten zudem teils starke Versandungen auf. Aufgrund der heute geringen Bedeutung des Flusses für die Berufsschifffahrt finden seitens des Wasserstraßen- und Schifffahrtsamtes keine Ausbaggerungen mehr statt. Dem Unterlauf der Este fließen zahlreiche Wettern zu, die zur Entwässerung der Marschlandschaft dienen.

### Güterverkehr und Werften
Auf der Este herrschte einst reger Gütertransport, besonders zwischen 1910 und 1939, zeitweise aber auch noch nach dem Zweiten Weltkrieg. In Buxtehude waren zahlreiche Industriebetriebe ansässig, die von dort aus ihre Waren verschifften. Insbesondere die Erzeugnisse der Mühlen und Ziegeleien wurden auf dem Wasserwege transportiert, ebenso das Obst der Altländer Bauern. Die Hansestadt Buxtehude gehörte nachweislich seit 1363 zur Hanse, seit dem 17. Jahrhundert betrieben die Reeder an der Este Hochseeschifffahrt. Viele Schiffseigner ankerten ihr Schiff direkt hinter ihrem Wohnhaus an der Este. Auch heute noch haben in Buxtehude und in den Altländer Ortschaften entlang der Este zahlreiche Reedereien ihren Stammsitz, auf der Este selbst wird allerdings kein Güterverkehr mehr durchgeführt.
An der Este gab es früher viele Schiffswerften, von denen heute jedoch nur noch die Sietas-Werft in Hamburg-Neuenfelde existiert. Hier werden überwiegend kleine und mittelgroße Containerschiffe gebaut.

### Personenverkehr
Die Fähre zwischen Cranz und dem auf der anderen Elbseite gelegenen Blankenese wurde im Jahre 1301 erstmals erwähnt. Eine Schiffsverbindung von Buxtehude nach Blankenese wurde 1575 eingerichtet, zunächst mit Ewern, ab 1853 mit Dampfschiffen. Markenzeichen der Schiffe waren die gekreuzten Schlüssel am Schornstein, weshalb sie auch die Bezeichnung „Schlüsseldampfer“ erhielten. Ende des 19. Jahrhunderts schlossen sich die Reeder zusammen; zunächst ohne besondere Bezeichnung, später gaben sie sich den Namen „Hamburg-Blankenese-Este-Linien“ (HBEL). Unterdessen war die Anzahl der Anlegestellen zwischen Buxtehude und Cranz auf 17 angewachsen, darunter allein fünf in Estebrügge. 1902 sank der zu den Este-Linien gehörende Schaufelraddampfer Primus. Es war eines der schwersten Schiffsunglücke auf der Elbe.
Aufgrund des gesunkenen Fahrgastaufkommens nach Inbetriebnahme der Niederelbebahn und des Postbusdienstes wurden 1915 die regelmäßigen Fahrten auf dem Abschnitt Buxtehude – Cranz eingestellt, nach dem Zweiten Weltkrieg jedoch kurzzeitig wieder aufgenommen. 1963 wurde die HBEL von der HADAG übernommen, die seitdem den Fährverkehr zwischen Cranz und Blankenese betreibt. An die Vergangenheit erinnert heute noch das Symbol der gekreuzten Schlüssel auf dem Linienfahrplan.
Neben dem Linienbetrieb wurde die Este auch stets mit Ausflugsschiffen befahren. Nach Einstellung der regelmäßigen Fahrten nach Buxtehude wurde seit den 1980er Jahren die Möglichkeit von Chartertouren und öffentlichen Ausflugsfahrten am Wochenende wieder angeboten. Die zunehmende Versandung des Flusses erschwerte die Aufrechterhaltung dieser Fahrten jedoch zusehends. Nach Ausbaggerung des Buxtehuder Hafenbeckens finden seit 2007 auf Initiative der Stadt wieder öffentliche Barkassenfahrten statt.

### Sportbootrevier

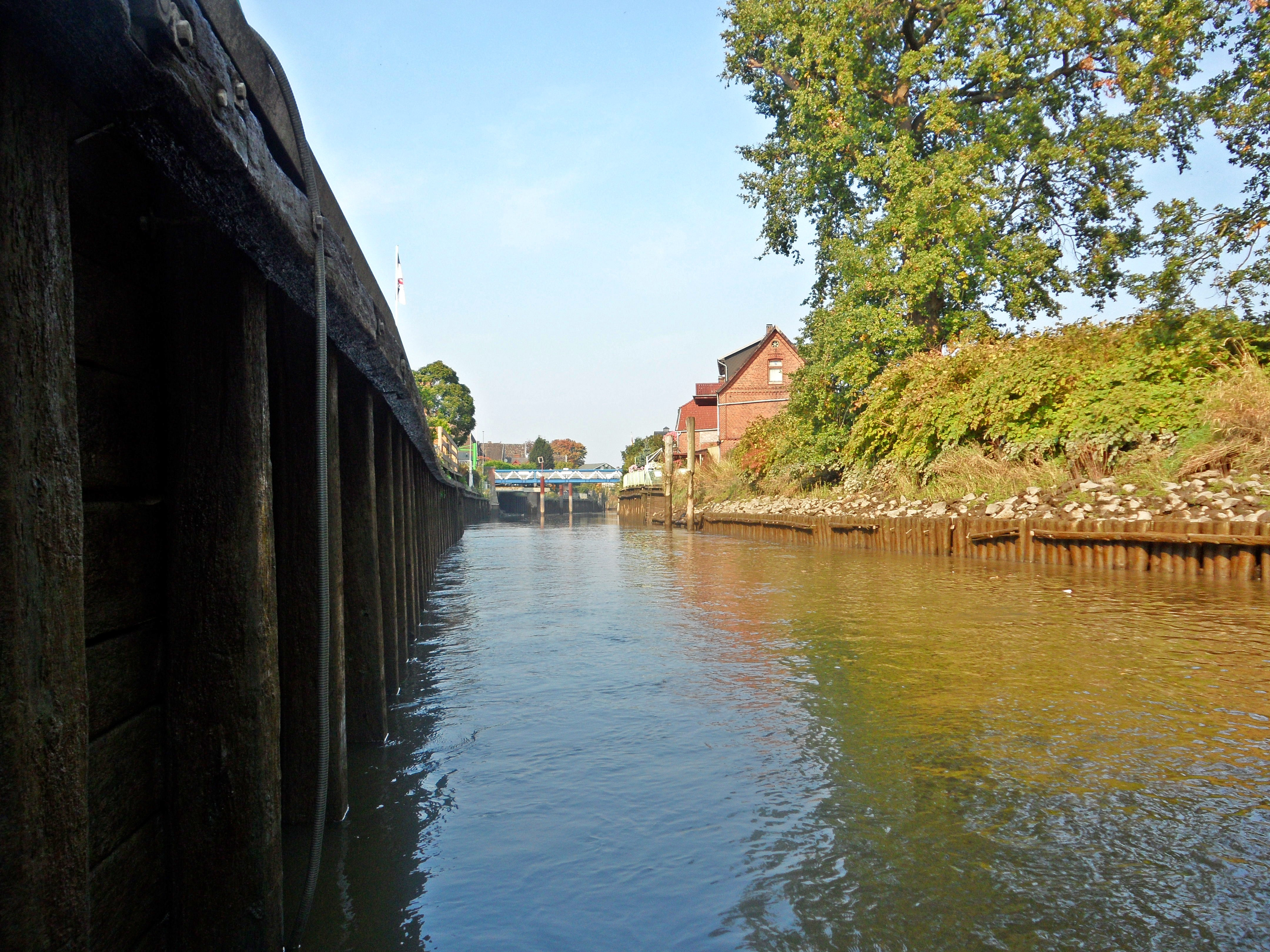
Die Este in Estebrügge mit der Brücke im Hintergrund

Die Fahrt entlang von Schilfbeständen, Obstbäumen, kleinen Ortschaften und der Schiffswerft zur Elbe macht die Este für Freizeitkapitäne zu einem reizvollen, wenngleich auch schwierigen Revier. Wo früher die Berufsschiffer ihre Kähne ankerten, befinden sich heute entlang des gesamten Verlaufs von Buxtehude bis Cranz zahlreiche Schlengel für Segel- und Motorboote.

### Brücken und Sperrwerke

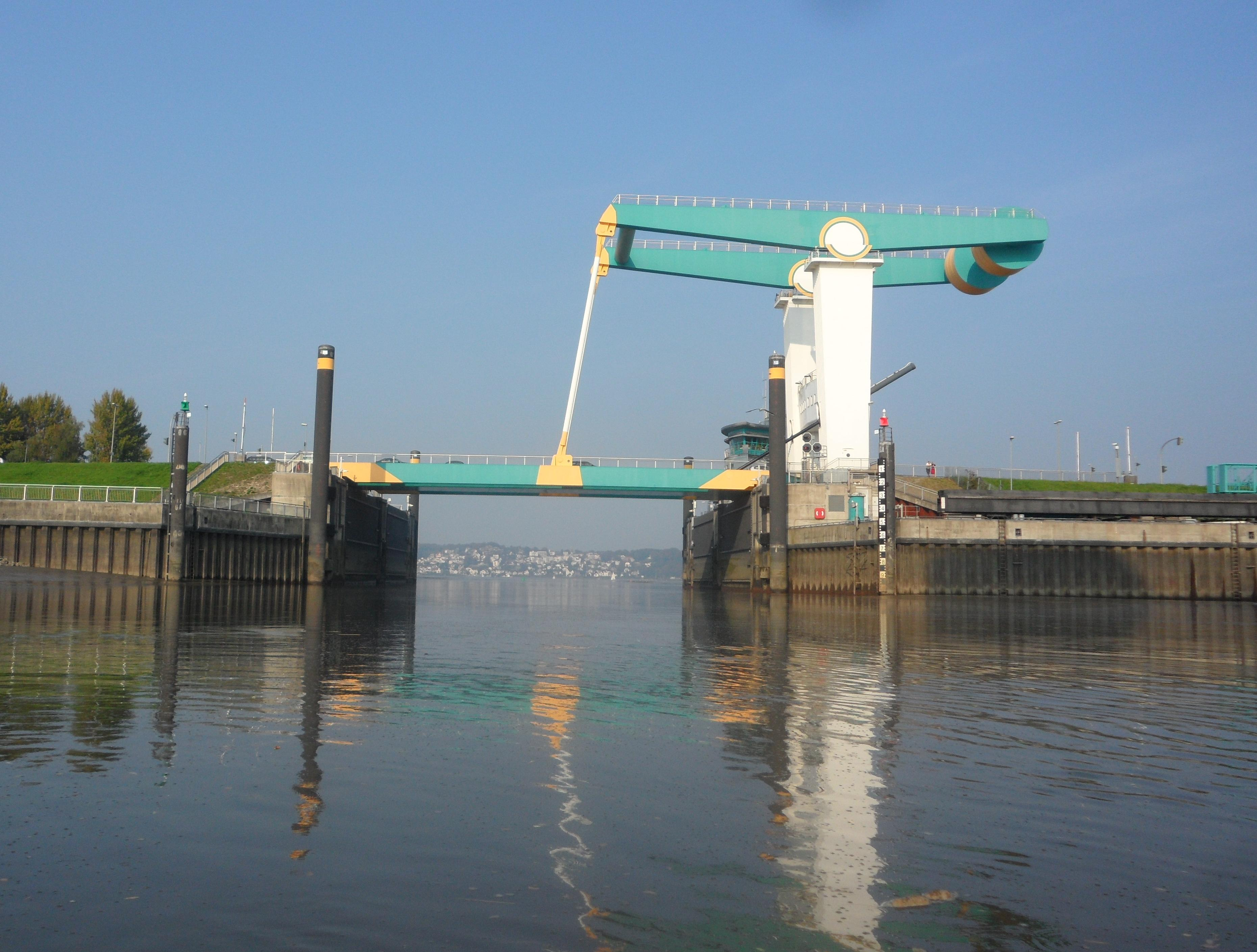
Mündung der Este in die Elbe am Estesperrwerk

Seit dem Mittelalter war die Brücke bei Estebrügge die einzige Querungsmöglichkeit im Unterlauf der Este und verhalf der nach ihr benannten Ortschaft zu damals stattlichem Wohlstand. Ursprünglich als Holländer-Zugbrücke ausgeführt, verbindet die heutige Drehbrücke die Jorker Ortsteile Estebrügge und Moorende. 1875 wurde eine zweite Brücke zwischen Jork-Hove und Jork-Königreich als Teil der neu gebauten Chaussee Stade–Francop, dem heutigen Obstmarschenweg, eröffnet. Die Fußgänger-Rollbrücke zwischen Hamburg-Cranz und Hamburg-Neuenfelde wurde 1961 zusammen mit dem an selbiger Stelle befindlichen inneren Este-Sturmflutsperrwerk in Betrieb genommen. Ebenfalls zwischen Cranz und Neuenfelde befindet sich seit 1967 rund 800 Meter unterhalb, kurz vor der Mündung des Flusses, das äußere Este-Sturmflutsperrwerk, das von einer großen Klappbrücke überspannt wird. Das Sperrwerk wurde nach der Sturmflut 1962 im Zuge der Vordeichung von 1964 bis 1967 errichtet und besaß ursprünglich eine Durchfahrtsbreite von 22 Metern. Auf Drängen der oberhalb gelegenen Sietas-Werft wurde im Jahr 1996 mit dem Bau eines neuen Sperrwerks mit einer Durchfahrtsbreite von 40 Meter begonnen. An den Baukosten in Höhe von 90 Millionen DM beteiligte sich die Werft zur Hälfte. Das neue Sperrwerk wurde neben dem alten errichtet und am 22. April 1999 mit der Durchfahrt des RoRo-Schiffs Elisabeth Russ offiziell eröffnet. Das Sperrwerk kann mit zwei Stemmtoren geschlossen werden.

### Die Buxtehuder Häfen
Der als Fleth ausgebildete Hafen wird als ältester Hafen Nordeuropas, der in einer Stadt künstlich angelegt wurde, angesehen.

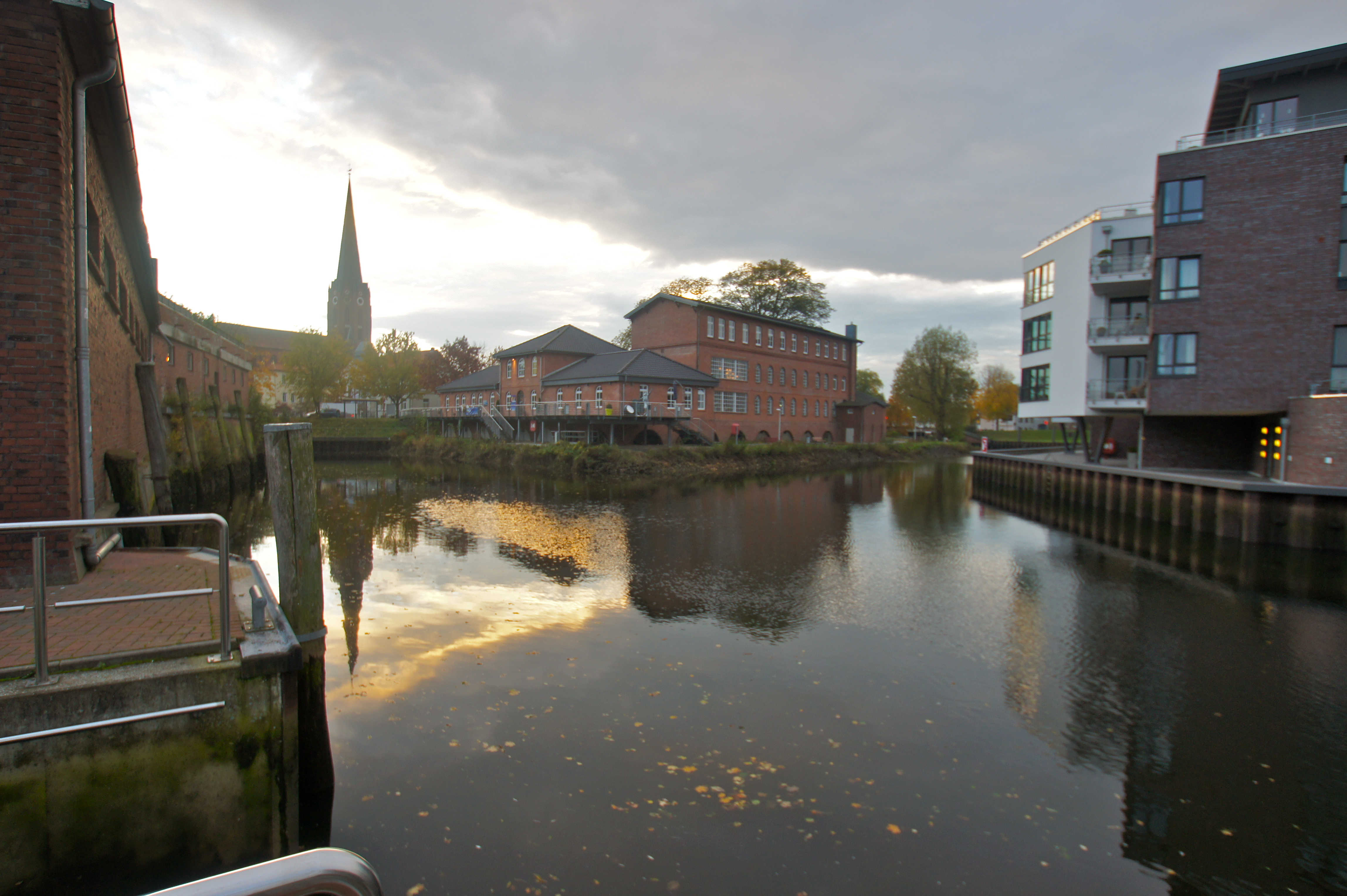
Der zweite Hafen in Buxtehude

Der zweite (heutige) Hafen wurde zunächst nur als Reede genutzt; er liegt vor der damaligen Stadtmauer und war daher ungeschützt.
Nach Niedergang des Warentransports per Schiff vernachlässigte man den Hafen zusehends, er wurde nur noch von Sportbooten und wenigen Ausflugsschiffen genutzt.
Die Este wird ab Ende 2015 von der im Bau befindlichen Autobahn 26 mittels einer Flachbrücke nördlich der Stadt überquert. Dadurch wird der Buxtehuder Hafen vom Unterlauf der Este nicht mehr uneingeschränkt mit Booten erreichbar sein. Eine Ausbaggerung ist in Planung.
Im Vorfeld des Autobahnbaus rückten der Hafen und die Este wieder ins Blickfeld der Buxtehuder Politik: Ab 2004 wurde das Hafenareal neu gestaltet und das Hafenbecken ausgebaggert. Neue Wohnhäuser wurden errichtet, in einem Seitenflügel der Malerschule entsteht ein Kulturzentrum. Für Sportboottouristen soll die Fahrt auf der Este nach Buxtehude attraktiver gemacht werden, zudem wurde auf Initiative der Stadt wieder ein Ausflugsverkehr mit Barkassen aufgenommen.
Kurz vor dem eigentlichen Hafen befindet sich ein kleiner Bauhafen des Wasserstraßen- und Schifffahrtsamtes Hamburg.

## Befahrungsregeln
Wegen intensiver Nutzung der Este durch Freizeitsport und Kanuverleiher erließ der Landkreis Harburg 2002 eine Verordnung unter anderem für die Este, ihre Nebengewässer und der zugehörigen Uferbereiche, die den Lebensraum von Pflanzen und Tieren schützen soll. Seitdem ist das Befahren und Betreten der Este von der Quelle bis Hollenstedt ganzjährig verboten und zwischen Hollenstedt (Brücke an der K40) und Buxtehude ausschließlich mit Kajaks mit maximal 1 m Breite und 5,50 m Länge, nur tagsüber von 9 bis 18 Uhr und nur in Fließrichtung erlaubt.

## Nebenflüsse
Diagramm der größten Zuflüsse